# Electra bengalensis
Electra bengalensis är en mossdjursart som först beskrevs av Ferdinand Stoliczka 1869.  Electra bengalensis ingår i släktet Electra och familjen Electridae. Inga underarter finns listade i Catalogue of Life.